# لتو ۶۸
سیارک ۶۸ (به انگلیسی: 68 Leto) شصت و هشتمین سیارک کشف شده‌است که در ۲۹ آوریل ۱۸۶۱ و در دوسلدورف کشف شد.
قدر مطلق سیارک برابر ۶٫۷۸ است.